# Phymatidium limae
Phymatidium limae är en orkidéart som beskrevs av Paulo Campos Porto och Alexander Curt Brade. Phymatidium limae ingår i släktet Phymatidium och familjen orkidéer. Inga underarter finns listade i Catalogue of Life.